# Levi (cognome)
Levi è un cognome di lingua italiana.

## Varianti
Levis, Levy.

## Origine e diffusione
Cognome tipicamente panitaliano, è presente prevalentemente in Italia settentrionale e Toscana.
Potrebbe derivare da un soprannome legato agli ebrei italiani, dalla figura di Levi, terzo figlio di Giacobbe e Lia, dall'ebraico lēwi, "sacerdote minore".

## Persone
- Carlo Levi, scrittore italiano
- Luisa Levi, medico italiano
- Primo Levi, scrittore italiano